# أربين
أربين قرية في منطقة القصير في محافظة حمص في سورية.